# Lil Boat 3
| Оценки критиков | Оценки критиков |
| Источник        | Оценка          |
| --------------- | --------------- |
| AllMusic        | [ 2 ]           |
| Clash           | 6/10            |

Lil Boat 3 — четвёртый студийный альбом американского рэпера Lil Yachty. Альбом является третьим и последним проектом в серии альбомов Lil Boat, а также сиквелом Lil Boat 2. На альбоме есть гостевые участия от Фьючера, Янг Тага, Lil Keed, A$AP Rocky, Tyler, The Creator, Tierra Whack, Lil Durk, Дрейка, DaBaby, Mike Will Made It и Draft Day. 27 ноября 2020 года была выпущена делюкс-версия альбома под названием Lil Boat 3.5. На нём приняли участия Playboi Carti, Фьючер, Cochise, Lil Baby, Винс Стейплс и Оливер Три.

## Предыстория
10 августа 2019, Lil Yachty сделал первый анонс Lil Boat 3. На прямой трансляции с Trippie Redd Yachty сказал, что альбом выйдет в октябре 2019. Он позже заявил, что его альбом продюсируют The Alchemist, Ronny J, Pi’erre Bourne, Earl on the Beat и его брат. Lil Yachty сказал, что рэперы Playboi Carti и Oliver Tree должны были появятся на альбоме. После выхода сингла «Oprah's Bank Account» Lil Yachty написал, что Lil Boat 3 выйдет очень скоро.
Альбом был анонсирован 20 мая 2020 года. Lil Yachty сообщил, что он будет выпущен 29 мая, а также, что на нём будет 19 композиций.
28 мая 2020 года Lil Yachty опубликовал список композиций.

## Запись
Говоря XXL в апреле 2020 года, менеджер Yachty Coach K рассказал, что рэпер работал над ним «последние полтора года». Lil Yachty записывал альбом четыре раза перед тем, как в начале 2020 года представить последний трек-лист. Coach K заявил, что Yachty прошёл «много разных этапов творчества». Альбом содержит мелодии 2016 года, на которых строил свою карьеру рэпер. Lil Yachty описал альбом как "оптимистичный" и "тяжёлый". Earl on the Beat спродюсировал девять из 19 треков альбома, в том числе его первые два сингла, «Oprah's Bank Account» и «Split/Whole Time».

## Обложка
Чёрно-белая обложка является снимком двухлетнего Lil Yachty. Фотографию сделал его отец.

## Продвижение

### Синглы
Главный сингл с Lil Boat 3 был выпущен 9 марта 2020, под названием "Oprah's Bank Account". Песня была записана при участии Дрейка и DaBaby. Песня была спродюсирована Earl on the Beat. 26 мая Lil Yachty выпустил второй сингл "Split/Whole Time" вместе с музыкальным видео. Песня была спродюсирована Earl on the Beat.

### Видеоклипы
Видеоклип на песню «Demon Time» при участии Draft Day был выпущен в один день с альбомом. Он был спродюсирован Darius Martin и Ethan Iverson.

## Список композиций
Адаптировано под Tidal.
| №                   | Название                                                          | Автор(ы) | Продюсер(ы)                   | Длительность |
| ------------------- | ----------------------------------------------------------------- | --- | ----------------------------- | ------------ |
| 1.                  | «Top Down»                                                        | Miles McCollum Earl Bynum                                                                                                   | Earl on the Beat              | 2:40         |
| 2.                  | «Wock in Stock»                                                   | McCollum Brandon Mitchell                                                                                                   | MitchGoneMad                  | 2:22         |
| 3.                  | «Split/Whole Time»                                                | McCollum Earl Bynum | Earl on the Beat              | 3:59         |
| 4.                  | «T.D» (при участии Tierra Whack, ASAP Rocky и Tyler, the Creator) | McCollum Tierra Whack Rakim Mayers Tyler Okonma Samuel Gloade Pharrell Williams Keisuke Ogihara Ryo-Z Seiji Kameyama Verbal | 30 Roc Lil Yachty             | 3:52         |
| 5.                  | «Pardon Me» (при участии Фьючера и Mike Will Made It)             | McCollum Nayvadius Wilburn Michael Williams II Marquell Middlebrooks                                                        | Mike Will Made It Marzeratti  | 2:58         |
| 6.                  | «Demon Time» (при участии Draft Day)                              | McCollum Justin Daniels Deshawn Jackson                                                                                     | Childboy                      | 2:28         |
| 7.                  | «Black Jesus»                                                     | McCollum Tahj Morgan Freek Van Workum Joey Morrison Nick Luscombe                                                           | JetsonMade Freek Joe Nick     | 3:00         |
| 8.                  | «From Down Bad»                                                   | McCollum Bynum | Earl on the Beat              | 2:57         |
| 9.                  | «Love Jones»                                                      | McCollum Bynum Mitchell | Earl on the Beat MitchGoneMad | 1:50         |
| 10.                 | «Can't Go»                                                        | McCollum Bynum | Earl on the Beat              | 1:52         |
| 11.                 | «Oprah's Bank Account» (при участии DaBaby и Дрейка)              | McCollum Jonathan Kirk Aubrey Graham Earl Bynum                                                                             | Earl on the Beat              | 3:25         |
| 12.                 | «Range Rover Sports Truck» (при участии Lil Keed)                 | McCollum Raqhid Render Джордан Дженкс                                                                                       | Pi’erre Bourne                | 2:52         |
| 13.                 | «Lemon Head»                                                      | McCollum Karl Hamnqvist | K Swisha                      | 2:41         |
| 14.                 | «Don't Forget»                                                    | McCollum Gloade | 30 Roc                        | 2:07         |
| 15.                 | «Up There Music»                                                  | McCollum Bynum | Earl on the Beat              | 2:11         |
| 16.                 | «Westside»                                                        | McCollum Tyron Douglas | Buddah Bless                  | 2:31         |
| 17.                 | «Till the Morning» (при участии Янг Тага и Lil Durk)              | McCollum Jeffery Williams Durk Banks Dwan Avery                                                                             | DY Krazy                      | 3:45         |
| 18.                 | «Whew' Chile»                                                     | McCollum Bynum | Earl on the Beat              | 3:18         |
| 19.                 | «Concrete Boys»                                                   | McCollum Gloade | 30 Roc                        | 2:52         |
| Общая длительность: | Общая длительность:                                               | Общая длительность: | Общая длительность:           | 54:00        |

| №   | Название                                         | Автор(ы)                                                                   | Продюсер(ы)                   | Длительность |
| --- | ------------------------------------------------ | -------------------------------------------------------------------------- | ----------------------------- | ------------ |
| 20. | «Lil Diamond Boy»                                | McCollum Jahlil Gunter Ennio Morricone                                     | Jay Versace                   | 2:17         |
| 21. | «Flex Up» (совместно с Фьючером и Playboi Carti) | McCollum Wilburn Jordan Carter Jacob Canady Kedrick Cannady Joshua Luellen | ATL Jacob Pyrex Southside     | 2:51         |
| 22. | «Coffin»                                         | McCollum Douglas Bynum                                                     | Buddah Bless Earl on the Beat | 1:30         |
| 23. | «Certified»                                      | McCollum Bynum                                                             | Earl on the Beat              | 1:26         |
| 24. | «Charmin · » (совместно с Cochise)               | McCollum Terrell Cox Dimitri Andic                                         | Andic                         | 2:31         |
| 25. | «Just How I'm Feelin · » (совместно с Lil Baby)  | McCollum Dominique Jones Gloade                                            | 30 Roc                        | 3:39         |
| 26. | «In My Stussy's» (совместно с Винсом Стейплсом)  | McCollum Vincent Staples LeKen Taylor                                      | LeKenn                        | 3:39         |
| 27. | «Asshole» (совместно с Оливером Три)             | McCollum Oliver Nickell Christian Ward Joshua Parker Terence Williams      | Hitmaka OG Parker Tee Romano  | 2:27         |

| №   | Название                                   | Длительность |
| --- | ------------------------------------------ | ------------ |
| 28. | «Coffin» (музыкальное видео)               | 1:46         |
| 29. | «Wock in Stock» (музыкальное видео)        | 2:22         |
| 30. | «Split/Whole Time» (музыкальное видео)     | 3:49         |
| 31. | «Pardon Me» (музыкальное видео)            | 3:04         |
| 32. | «Demon Time» (музыкальное видео)           | 2:36         |
| 33. | «Oprah's Bank Account» (музыкальное видео) | 9:04         |

Примечания
- ↑  сопродюсер

## Чарты
| Чарт (2020)                            | Высшая позиция |
| -------------------------------------- | -------------- |
| Канада (Canadian Albums Chart)         | 21             |
| French Albums (SNEP)                   | 165            |
| США (Billboard 200)                    | 14             |
| США (Billboard Top R&B/Hip-Hop Albums) | 11             |